# Isaac Oliver
Isaac Oliver (Rouen, 1560 körül – London, 1617. október 2.) I. Jakab udvarának egyik legjobb angol arcképminiatúra-festője.

## Élete és munkássága
Francia hugenotta-családból származik, a vallási üldöztetés miatt francia földről már Isaac gyermekkorában Londonba menekültek. Oliver ott miniatúrafestést, de főleg arcképfestést tanul Nicholas Hilliard (1547-1619) mestertől. Arcképfestészete még igen közel áll a kódexekben található szigorú, rajzos ábrázoláshoz, de a németalföldi és itáliai minták nyomán a fény- és árnyék hatás alkalmazása melegebbé, elevenebbé varázsolja alakjait. A királyi család tagjain kívül korának előkelő, ismert személyeiről festett portrékat.
Figyelemre méltó Allegorikus helyszín c. képe, amely az előkelő társaság szabadban eltöltött idejét ábrázolja, tájba helyezi a társasági összejövetelt. Lefestette Máriát a gyermek Jézussal, ez a téma elég meghökkentő egy olyan festőtől, aki református volta miatt üldöztetést szenvedett.
Kiváló portréfestő lett Isaac Oliver fia és tanítványa, Peter Oliver (1601-1647).

## Képeiből

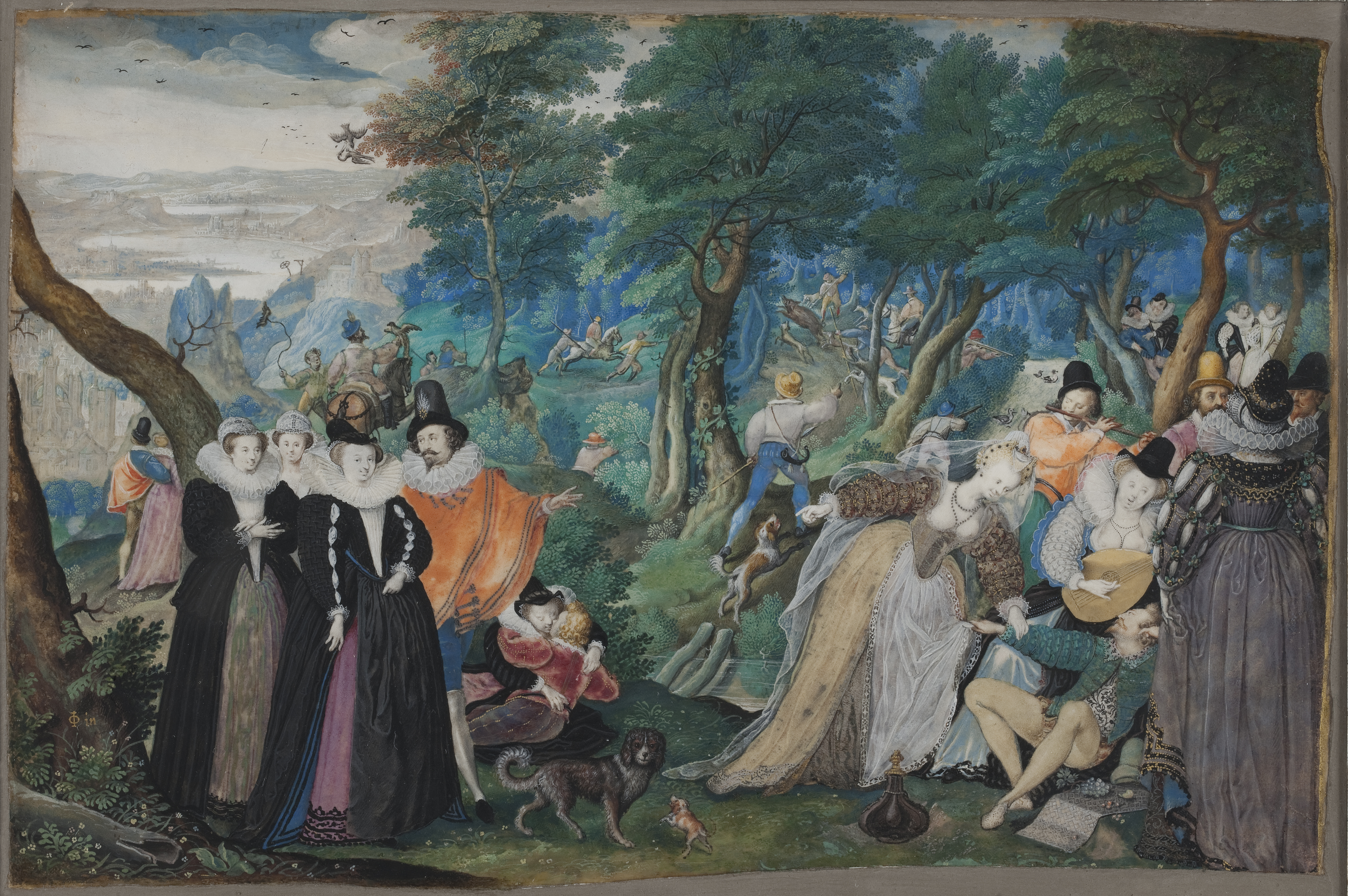
Allegorikus helyszín (1590-95)
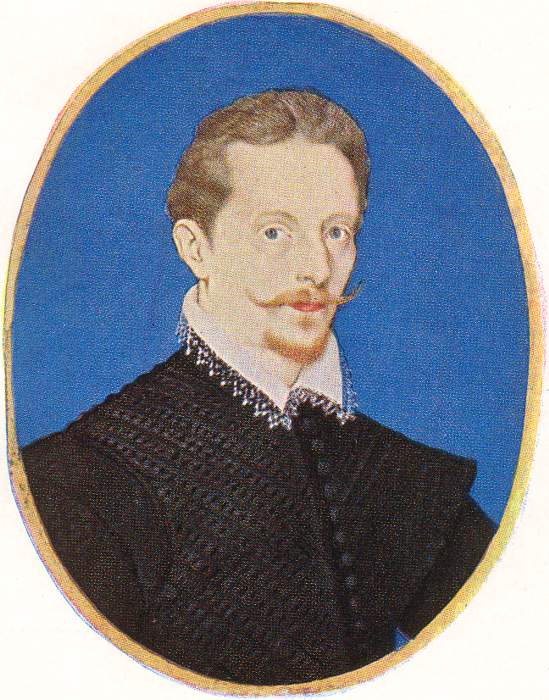
Sir Arundell Talbot (1596)
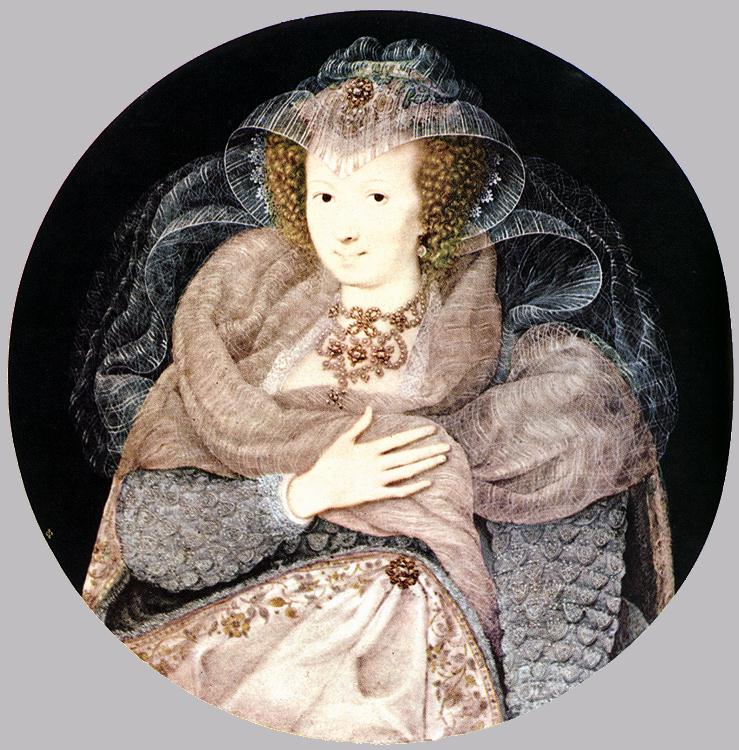
Essex grófnője (1595)
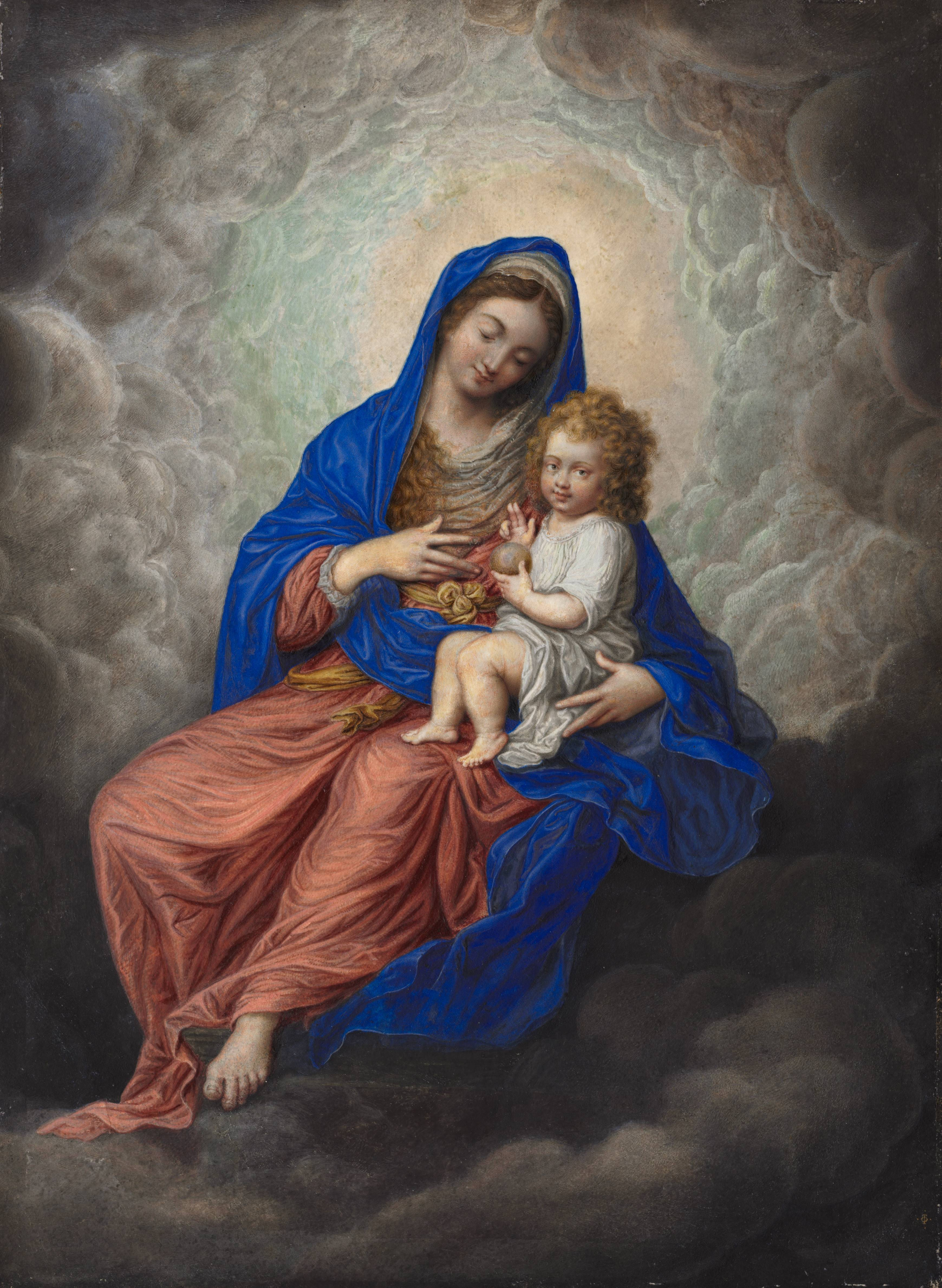
A Szűz a gyermek Jézussal (1610 körül)